# Švošov
Švošov – wieś i gmina (obec) w powiecie Rużomberk, kraju żylińskim, w północnej Słowacji.
Wieś leży na wysokości ok. 460 m n.p.m., na wysokim, prawym brzegu rzeki Wag, u samych podnóży należących do Gór Choczańskich szczytów Ostré (1067 m n.p.m.) i Havran (915 m n.p.m.), ok. 2 km na wschód od Lubochni.

## Historia
Švošov powstał przy brodzie na Wagu, przez który wiódł prastary szlak z Turca, prowadzący dalej doliną potoku Komjatná na Orawę i do Polski. Wieś lokowana była w XV w. Jako tzw. „dolną wsią” wraz z położoną po drugiej stronie Wagu sąsiednią Hubovą rządził nią sołtys z pobliskich Stankovian. Mieszkańcy zajmowali się uprawą roli, hodowlą owiec, a zwłaszcza pracą w lesie. Byli zawołanymi flisakami, spławiającymi tratwy aż do Komárna nad Dunajem. Po 1894 r. znaleźli pracę w zakładach tekstylnych w Rużomberku. W 1946 r. wielki pożar zniszczył 2/3 wsi.
Przez Švošov przebiega linia kolejowa Vrútky - Poprad, będąca fragmentem historycznej Kolei Koszycko-Bogumińskiej. Przystanek znajduje się ok. 1 km na wschód od centrum wsi. Do lat 40. XX w. funkcjonował we wsi prom przez Wag. Obecnie Švošov połączony jest z położoną po drugiej stronie rzeki Hubovą kładką dla pieszych. Dojazd kołowy od drogi krajowej nr 18 odbywa się od strony zachodniej, przez most drogowy w Lubochni.